# 武陵站
武陵站（：／ Mureung yeok */?）是位于韩国庆尚北道安东市南後面武陵里的一个铁路车站，它属于中央线。

## 历史
- 1940年3月1日 - 落成使用。[1]
- 2020年12月16日 - 廢止。

## 相鄰車站
韓國鐵道公社
中央線
安東－武陵－雲山